# Indumentària de Pèrsia

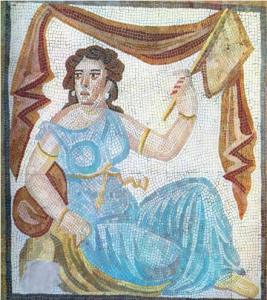
Indumentària de l'antiga Pèrsia

La Indumentària de Pèrsia consistia principalment en el gorjiduz, el zardozi, i la kandys (kandu). Els habitants de l'antiga Pèrsia acostumaven a dur dues peces de roba que cobrien el cos: una peça interior (el quitó o el peple) i una capa (himatió o clàmide).